# Drosophila littoralis
Drosophila littoralis este o specie de muște din genul Drosophila, familia Drosophilidae, descrisă de Johann Wilhelm Meigen în anul 1830. Conform Catalogue of Life specia Drosophila littoralis nu are subspecii cunoscute.